# تپه‌جیک (توت)
تپه‌جیک {{ترکی|Tepecik) (به کردی: Terentîl) یک منطقهٔ مسکونی در ترکیه است که در توت، ترکیه واقع شده‌است.